# Élections législatives de 1962 dans les Hautes-Alpes
Les élections législatives françaises de 1962 se déroulent les 18 et 25 novembre 1962. Dans le département des Hautes-Alpes, deux députés sont à élire dans le cadre de deux circonscriptions.

## Élus
| Circonscription | Député sortant                               | Parti | Parti | Député élu ou réélu   | Parti | Parti  |
| --------------- | -------------------------------------------- | ----- | ----- | --------------------- | ----- | ------ |
| 1re             | Armand Barniaudy suppléant de Robert Lecourt |       | MRP   | Armand Barniaudy      |       | MRP    |
| 2e              | Robert Garraud                               |       | UNR   | François-Marie Bénard |       | Radsoc |

## Résultats

### Résultats à l'échelle du département
| Parti          | Parti                                   | Premier tour | Premier tour | Second tour | Second tour | Sièges |
| Parti          | Parti                                   | Voix         | %            | Voix        | %           | Sièges |
| -------------- | --------------------------------------- | ------------ | ------------ | ----------- | ----------- | ------ |
|                | Union pour la nouvelle République (UDT) | 8 402        | 24,39        | 7 399       | 18,16       | 0      |
|                | Républicains indépendants               | 2 597        | 7,54         | 4 504       | 11,06       | 0      |
|                | Majorité présidentielle                 | 10 999       | 31,92        | 11 903      | 29,22       | 0      |
|                |                                         |              |              |             |             |        |
|                | Mouvement républicain populaire         | 4 960        | 14,40        | 8 106       | 19,90       | 1      |
|                | Centre démocratique                     | 4 960        | 14,40        | 8 106       | 19,90       | 1      |
|                |                                         |              |              |             |             |        |
|                | Parti radical                           | 10 749       | 31,20        | 15 241      | 37,40       | 1      |
|                | Parti communiste français               | 6 893        | 20,01        | 5 487       | 13,47       | 0      |
|                | Parti socialiste unifié                 | 854          | 2,48         |             |             | 0      |
|                |                                         |              |              |             |             |        |
| Inscrits       | Inscrits                                | 55 441       | 100,00       | 55 427      | 100,00      | 2      |
| Abstentions    | Abstentions                             | 19 997       | 36,07        | 13 693      | 24,7        |        |
| Votants        | Votants                                 | 35 444       | 63,93        | 41 734      | 75,3        |        |
| Blancs et nuls | Blancs et nuls                          | 989          | 2,79         | 997         | 2,39        |        |
| Exprimés       | Exprimés                                | 34 455       | 97,21        | 40 737      | 97,61       |        |

### Résultats par circonscription

#### Première circonscription (Gap)
| Candidat       | Candidat                       | Parti          | Premier tour | Premier tour | Second tour | Second tour |  |
| Candidat       | Candidat                       | Parti          | Voix         | %            | Voix        | %           |  |
| -------------- | ------------------------------ | -------------- | ------------ | ------------ | ----------- | ----------- |  |
|                | Armand Barniaudy sortant réélu | MRP            | 4 960        | 25,36        | 8 106       | 34,94       |  |
|                | Gaston Julian                  | PCF            | 4 365        | 22,31        | 5 487       | 23,65       |  |
|                | Émile Didier                   | Radsoc         | 4 205        | 21,5         | 5 104       | 22          |  |
|                | Joseph Richaud                 | RI             | 2 597        | 13,28        | 4 504       | 19,41       |  |
|                | Bernard Le Calloc'h            | UNR-UDT        | 2 581        | 13,19        | Retrait     | Retrait     |  |
|                | Étienne Morel                  | PSU            | 854          | 4,37         |             |             |  |
|                |                                |                |              |              |             |             |  |
| Inscrits       | Inscrits                       | Inscrits       | 30 082       | 100,00       | 30 080      | 100,00      |  |
| Abstentions    | Abstentions                    | Abstentions    | 9 939        | 33,04        | 6 501       | 21,61       |  |
| Votants        | Votants                        | Votants        | 20 143       | 66,96        | 23 579      | 78,39       |  |
| Blancs et nuls | Blancs et nuls                 | Blancs et nuls | 581          | 2,88         | 378         | 1,6         |  |
| Exprimés       | Exprimés                       | Exprimés       | 19 562       | 97,12        | 23 201      | 98,4        |  |

#### Deuxième circonscription (Briançon)
| Candidat       | Candidat                  | Parti          | Premier tour | Premier tour | Second tour | Second tour |  |
| Candidat       | Candidat                  | Parti          | Voix         | %            | Voix        | %           |  |
| -------------- | ------------------------- | -------------- | ------------ | ------------ | ----------- | ----------- |  |
|                | François-Marie Bénard élu | Radsoc         | 6 544        | 43,94        | 10 137      | 57,81       |  |
|                | Robert Garraud sortant    | UNR-UDT        | 5 821        | 39,09        | 7 399       | 42,19       |  |
|                | Étienne Dominici          | PCF            | 2 528        | 16,97        | Retrait     | Retrait     |  |
|                |                           |                |              |              |             |             |  |
| Inscrits       | Inscrits                  | Inscrits       | 25 359       | 100,00       | 25 347      | 100,00      |  |
| Abstentions    | Abstentions               | Abstentions    | 10 058       | 39,66        | 7 192       | 28,37       |  |
| Votants        | Votants                   | Votants        | 15 301       | 60,34        | 18 155      | 71,63       |  |
| Blancs et nuls | Blancs et nuls            | Blancs et nuls | 408          | 2,67         | 619         | 3,41        |  |
| Exprimés       | Exprimés                  | Exprimés       | 14 893       | 97,33        | 17 536      | 96,59       |  |